# Phare de Favàritx
Le Phare de Favàritx est le phare du cap de Favàritx, dans le parc naturel de s'Albufera des Grau, devant l'îlot de Colom (Isla de Colom), au nord de Port Mahon, à l'est de l'île de Minorque, dans l'archipel des Îles Baléares (Espagne).
Il est géré par l'autorité portuaire des îles Baléares (Autoridad Portuaria de Baleares) au port d'Alcúdia.

## Histoire
La construction de ce phare ainsi que celle du phare de Punta Nati a été motivée en grande partie par les fréquents naufrages postérieurs à l'inauguration du phare de Cavallería, comme ceux des vapeurs « Isaac Pereyre » en 1906 et du « Général Chanzy » en 1910. Le premier faisait le service de poste entre Marseille et l'Algérie, au même endroit que le vapeur "Ville de Rome" en mars 1898 de la Compagnie Générale Transatlantique française.
Le phare a été construit par Miguel Massenet et mis en service en 1922. C'est une tour cylindrique de 28 m de haut, avec une galerie jumelle et une lanterne grise, attenante à une maison de gardien de deux étages. La station de signalisation est peinte en blanc et la tour possède une bande noire en spirale. Il est érigé sur un promontoire rocheux (Cabo de Favàritx) sur la côte nord-est de l'île. Il émet trois flashs (2+1) de lumière blanche toutes les quinze secondes.
Identifiant : ARLHS : BAL-022 ; ES-35900 - Amirauté : E0352 - NGA : 5236.
|          |
| Le phare |

|                    |
| Le cap de Favaritx |